# 피후강
피후강(被喉綱, Phylactolaemata)은 태형동물(이끼벌레류)에 속하는 동물 강의 하나이다. 촉수관을 가진 작은 정착성 동물이며, 군체를 형성하는 것 등에서는 다른 이끼벌레류와 같지만, 촉수가 원형이 아닌 말굽형인 점 등에서 여러 가지 다르다. 그래서 이들을 피후강으로 묶고, 그 이외의 이끼벌레류를 대부분 포함하는 나후강과 대비하여 분류한다. 석회질화되어 있지 않으며 체벽근이 발달해 있고 개충끼리 체강은 연결되어 있다. 촉수관은 휴지아(statoblast)를 생성한다. 큰빗이끼벌레 등을 포함하고 있다. 나후류가 거의 바다에 사는 데 비해 피후강은 대부분 민물에 산다.

## 하위 분류
- 깃털이끼벌레목 (Plumatellida)
  - 크리스타텔라과 (Cristatellidae)
    - 크리스타텔라속 (Cristatella) Cuvier, 1798

  - 둥근총담이끼벌레과 (Fredericellidae) Allman, 1856
    - 둥근총담이끼벌레속 (Fredericella) Gervais, 1838

  - 총담이끼벌레과 (Lophopodidae) Rogick, 1935
    - 아사지로이끼벌레속 (Asajirella) Oda & Mukai, 1989
    - 총담이끼벌레속 (Lophopodella) Rousselet, 1904
    - 로포푸스속 (Lophopus) Dumortier, 1835

  - 깃털이끼벌레과 (Plumatellidae)
    - 유리이끼벌레속 (Hyalinella) Jullien, 1885
    - 깃털이끼벌레속 (Plumatella) Lamarck, 1816
    - 스톨렐라속 (Stolella) Annandale, 1909
    - Swarupella Shrivastava, 1981

  - 왕관이끼벌레과 (Stephanellidae) Lacourt, 1968
    - 왕관이끼벌레속 (Stephanella) Oka, 1908
- 목 분류군 미정(incertae sedis)
  - 빗이끼벌레과 (Pectinatellidae)
    - 아프린델라속 (Afrindella) Wiebach, 1964
    - 빗이끼벌레속 (Pectinatella) Leidy, 1852 - 큰빗이끼벌레 포함

  - 과 분류군 미정(incertae sedis)
    - Varunella Wiebach, 1974